# 브리민 키프루토
브리민 키프루토(Brimin Kipruto, 1985년 7월 31일 ~ )는 케냐의 육상 선수로 주종목은 3000m 장애물 경주이다. 그는 케이요주 코르키토니에서 태어났다.
그는 19세의 나이로 2004년 하계 올림픽에서 은메달을 획득했고 2008년 베이징 올림픽에서 금메달을 획득했다. 그는 2005년 세계 선수권 대회 3000m 장애물경주에서 동메달을 땄고 2007년 세계 육상 선수권 대회에서 우승했다.

## 경력
2004년 케냐 올림픽 평가전에서 2위를 한후, 키프루토는 2004년 올림픽 3000m 장애물경주에서 은메달을 획득했다. 그는 2005년 헬싱키 세계 선수권 대회 3000m 장애물경주에서 동메달을 획득했다. 그는 2005년 세계 육상 파이널에서 다시 한번 3위를 했다. 그는 2006년 세계 육상 파이널에서 6위를 했다.
그는 2007년 오사카 세계 선수권 대회 3000m 장애물경주에서 금메달을 획득했다. 2008년 베이징 올림픽 예선을 통과한후, 키프루토는 마침내 같은 종목에서 금메달을 획득했다. 그는 2009년 세계 선수권 대회에서 7위에 머물렀다.

## 성적

### 주요 대회 성적
| 날짜             | 종목             | 대회                                        | 장소               | 순위 | 기록    | 기타 |
| ---------------- | ---------------- | ------------------------------------------- | ------------------ | ---- | ------- | ---- |
| 2001년 7월 15일  | 2000m 장애물경주 | 2001년 세계유스육상선수권대회               | 데브레첸, 헝가리   | 2위  | 5:36.81 |      |
| 2003년 8월 13일  | 3000m 장애물경주 | 2003년 아프리카주니어육상선수권대회         | 가로우아, 카메룬   | 2위  | 8:46.74 |      |
| 2004년 7월 15일  | 1500m            | 2004년 세계주니어육상선수권대회             | 그로세토, 이탈리아 | 3위  | 3:35.96 |      |
| 2004년 8월 24일  | 3000m 장애물경주 | 2004년 하계 올림픽                          | 아테네             | 2위  | 8:06.11 |      |
| 2004년 9월 19일  | 3000m 장애물경주 | 2004년 세계 육상 파이널                     | 모나코             | 6위  | 8:16.45 |      |
| 2005년 8월 9일   | 3000m 장애물경주 | 2005년 세계육상선수권대회                   | 헬싱키             | 3위  | 8:15.30 |      |
| 2005년 9월 9일   | 3000m 장애물경주 | 2005년 세계육상파이널                       | 모나코             | 3위  | 8:09.20 |      |
| 2006년 9월 10일  | 3000m 장애물경주 | 2006년 세계육상파이널                       | 슈투트가르트       | 4위  | 8:20.05 |      |
| 2007년 8월 28일  | 3000m 장애물경주 | 2007년 세계육상선수권대회                   | 오사카             | 1위  | 8:13.82 |      |
| 2007년 9월 23일  | 3000m 장애물경주 | 2007년 세계육상파이널                       | 슈투트가르트       | 3위  | 8:11.05 |      |
| 2008년 8월 18일  | 3000m 장애물경주 | 2008년 하계 올림픽                          | 베이징             | 1위  | 8:10.34 |      |
| 2008년 9월 14일  | 3000m 장애물경주 | 2008년 세계육상파이널                       | 슈투트가르트       | 9위  | 8:29.11 |      |
| 2009년 8월 18일  | 3000m 장애물경주 | 2009년 세계육상선수권대회                   | 베를린             | 7위  | 8:12.61 |      |
| 2009년 9월 13일  | 3000m 장애물경주 | 2009년 세계육상파이널                       | 테살로니카         | 6위  | 8:16.44 |      |
| 2010년 7월 16일  | 3000m 장애물경주 | 2010년 IAAF 다이아몬드 리그 - Meeting Areva | 파리 생드니        | 1위  | 8:00.90 |      |
| 2010년 10월 11일 | 3000m 장애물경주 | 2010년 코먼웰스 게임                        | 델리               | 3위  | 8:19.65 |      |

### 실외 개인 최고 기록
| 종목             | 날짜       | 장소             | 기록    |
| ---------------- | ---------- | ---------------- | ------- |
| 1500m            | 2006/07/25 | 스톡홀름         | 3:35.23 |
| 3000m            | 2006/05/12 | 도하             | 7:47.33 |
| 2000m 장애물경주 | 2001/07/15 | 데브레첸, 헝가리 | 7:47.33 |
| 3000m 장애물경주 | 2010/07/16 | 파리 생드니      | 8:00.90 |

### 실내 개인 최고 기록
| 종목  | 날짜       | 장소     | 기록    |
| ----- | ---------- | -------- | ------- |
| 1500m | 2008/02/16 | 버밍엄   | 3:39.56 |
| 2000m | 2007/02/17 | 버밍엄   | 4:58.76 |
| 3000m | 2010/02/13 | 발렌시아 | 7:42.99 |